# Юрков, Александр Валерьевич
Александр Валерьевич Юрков (27 июля 1975, Синельниково, Днепропетровская область, Украинская ССР) — украинский профессиональный спортсмен-многоборец и тренер. Участник летних Олимпийских игр 2000 года в Сиднее, серебряный призёр молодежного чемпионата Европы-1997, чемпион Украины и юношеского мирового первенства, призёр этапов Кубка мира и Европы, мастер спорта Украины международного класса.

## Биография
Александр начал свою спортивную карьеру воспитанником Днепропетровского высшего училища физической культуры (ДВУФК). В 18 лет он получил звание мастера спорта и стал членом юниорской сборной команды Украины. В её составе в первый раз выступил на международной арене — чемпионате мира 1994 года в Лиссабоне. Становлением и развитием Александра Юркова, как спортсмена, занимались такие тренеры, как Олег Руев и Александр Черняев. Также на его технический прогресс в отдельных дисциплинах многоборья повлияли наставники Александр Багач и Юрий Горбаченко (прыжки в длину).
На национальной арене спортсмен более десятка раз становился победителем национального Чемпионата Украины, обладателем национального рекорда Украины в помещениях в семиборье 2001—2009 гг, а также успешно проявлял себя на международных состязаниях, неоднократно занимая призовые места. Завершил спортивную карьеру в 2006 году. Ещё будучи действующим спортсменом, Юрков выступал в качестве наставника для молодых атлетов. К примеру, год работы с Юлией Акуленко привел к её отбору на Олимпийские игры в Афинах, где она заняла 23 место. Впоследствии Александр стал тренировать на постоянной основе в Броварской школы высшего спортивного мастерства. Успехи на этой должности привели к назначению его главным тренером сборной национальной команды Украины по многоборьям. Его воспитанники неоднократно занимали высокие места на самых значимых международных соревнованиях. По окончании контракта в 2016 году Юрков переехал в США, где продолжил тренерскую деятельность. На данный момент живёт и работает в Нью-Йорке.

## Спортивные достижения
- 1995—2006 — член национальной команды Украины по семиборью;
- 1997 — серебряный медалист Чемпионата Европы по лёгкой атлетике среди молодёжи 1997 (7888 очка);
- 2000 — участие в Олимпийских играх в Сиднее (16-е место, 7993 очка);
- 2000 — 4-е место в Чемпионате по Десятиборью Австрия, Гётцис (8574 очка);
- 2000, 2001 — двукратный победитель Кубка Европы в десятиборье;
- 2001 — финалист Чемпионата мира по лёгкой атлетике в помещении;
- 2002 — 3-е место Hypo-Meeting в Австрии, Гётцис (8508 очка);

## Профессиональные рекорды
- 2001—2009 — обладатель Национального рекорда Украины (6160 очка);

## Тренерские достижения
- 2013—2016 — главный тренер национальной сборной Украины по многоборью[1], а также главный тренер Олимпийской сборной Украины по многоборьям.

Наиболее высоких результатов среди его воспитанников добились:
- 2013 — золото Анны Касьяновой на чемпионате мира в Москве.
- 2016 — серебро Алексея Касьянова на чемпионате мира в Портленде[2].

Также Юрков участвовал в становлении карьеры мировой рекордсменки среди юниоров Алины Шух, которая завоевала золото по метанию копья на чемпионате мира по лёгкой атлетике среди юниоров 2018.

## Образование
- 1991—1996 Днепропетровский колледж физического воспитания.
- 1996—2000 степень магистра (М. С.), Приднепровская государственная академия физической культуры и спорта.
- 2000—2005 степень магистра (М. С.), Национальная налоговая академия Украины.
- 2013—2014 cертификат физического воспитания, Национальный университет физического воспитания и спорта Украины (курсы повышения квалификации).